# موزیدورا
موزیدورا (به فرانسوی: Musidora) (تولد ۲۳ فوریه ۱۸۸۹ - مرگ ۱۱ دسامبر ۱۹۵۷) با نام تولد جین روکوئس یک بازیگر محبوب فرانسوی فیلم‌های صامت بود. او برای ایفای نقش خوناشام مخصوصاً در سریال‌های "Les Vampires" و "Judex" به شهرت رسید. او علاوه بر بازیگری به کارگردانی و نوشتن فیلمنامه بسیاری از فیلم‌هایش اشتغال داشت.

## سالهای جوانی
جین روکوئس در پاریس، فرانسه به دنیا امد و زیر نظر یک مادر فمنیست و پدر سوسیالیست بزرگ شد. موزیدورا حرفه خودش در هنر را از سال‌های اولیه زندگی شروع کرد. وی نوشتن اولین رمان خود را در سن ۱۵ سالگی شروع کرد. همچنین او اولین بازی خود بر روی صحنه را در همان سال‌ها به همراه کولته تجربه کرد. لازم به ذکر است که کولته یکی از دوستان او تا آخر عمرش باقی‌ماند.
در سال‌های ابتدایی سینما فرانسه موزیدورا همکاری حرفه‌ای خودش را با کارگردان بسیار موفق آن دوران یعنی لویی فیولید آغاز کرد. اما اولین فیلم وی به نام Les miseres de l'aiguille به کارگردانی رافائل کلامور در ژانویه ۱۹۱۴ بود.
موزیدورا با سایه تاریک چشم‌هایش به زودی جای پای خود را در صنعت نوپای تصاویر متحرک پیدا کرد. آرایشی گمراه کننده، پوستی رنگ پریده و لباسهایی عجیب باعث شد تا موزیدورا به سرعت به چهره محبوب و شناخته شده‌ای در سینمای اروپا تبدیل شود.

## ستاره شدن

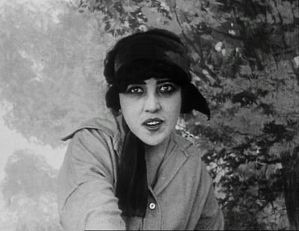
موزیدورا در نقش ایرما وپ، در سریال Les Vampires ساخته ۱۹۱۵

ابتدا در سال ۱۹۱۵ موزیدورا شروع به ظاهر شدن در سریالهای موفقی مثل Les Vampires در نقش ایرما وپ، یک خواننده کاباره در مقابل ادورا ماته پرداخت. بر خلاف عنوان Les Vampires این سریال به‌طور کامل دربارهٔ خون‌آشامها نبود، اما در مورد یک باند جنایی مخفی بود که از زندگی واقعی Bonnot Gang برداشت شده بود. وپ علاوه بر ایفای نقشی پیشرو در جنایات خون‌آشام‌ها، در دو قسمت به نمایش هیپنوتیزم می‌پردازد که در آن رقیب خود را با استفاده از هیپنوتیزم عاشق خود می‌کند و نهایتاً او را به قتل می‌رساند.
بعد از سریال Les Vampires موزیدورا روند ستاره شدنش را با نقش دیانا مونتی در سریال موفق دیگری یعنی Judex در سال ۱۹۱۶ به کارگردانی رنه کریستی ادامه داد. این سریال در سال ۱۹۱۶ فیلم برداری شد اما به خاطر وقوع جنگ جهانی اول با تاخیری یک ساله یعنی در سال ۱۹۱۷ به نمایش در آمد.

## کارهای دیگر
علاوه بر بازیگری موزیدورا تهیه کنندگی و کارگردانی فیلم را زیر نظر لویی فیولید فرا گرفت. او در اواخر سال ۱۹۱۰ تا اوایل سال ۱۹۲۰، ده فیلم کارگردانی کرده‌است، که همه آن‌ها به استثنای دو فیلم یعنی Soleil et Ombre در سال ۱۹۲۲ و La Terre des Taureaux در سال ۱۹۲۴، که هر دوی آن‌ها در اسپانیا فیلم برداری شده‌اند از بین رفته‌اند. در ایتالیا او تهیه کنندگی و کارگردانی فیلم دیگرش یعنی La Flamme Cachee را با همکاری دوستش کولته، در زمانی آغاز کرد که بسیاری از زنان در صنعت فیلم با بازیگری تنزل یافته بودند. موزیدورا موفقیت‌های بسیاری را در مقام تهیه‌کننده و کارگردان بدست آورده‌است.

## سالهای پایانی
بعد از انکه بازیگری او رو به افول گذاشت موزیدورا تمرکز خود را بر روی نویسندگی و تهیه کنندگی گذاشت. آخرین فیلم او homage نام داشت که در سال ۱۹۵۰ فیلم برداری شد و در آن هم بازیگر و هم کارگردان بود. او در اواخر عمر خود گاهی در غرفه بلیت فروشی سینما فرانسیسکا کار می‌کرد. بعضی از تماشاگران متوجه می‌شدند که زن پیری که در غرفه بلیت فروشی کار می‌کند ممکن است ستاره بعضی از فیلم‌هایی باشد که آن‌ها در گذشته دیده‌اند. موزیدورا در سال ۱۹۵۷ در پاریس درگذشت و در قبرستان Cimetiere de Montmartre به خاک سپرده شد.

## زندگی شخصی
موزیدورا در ۲۰ آوریل ۱۹۲۷ با دکتر کلمنت ماروت ازدواج کرد. زندگی مشترک آن‌ها ۱۵ سال به طول انجامید و حاصل آن یک فرزند بود. کلمنت ماروت در سال ۱۹۴۴ از همسر خود، موزیدورا جدا شد.